# Kyselina muramová
Kyselina muramová (systematický název 2-[3-amino-2,5-dihydroxy-6-(hydroxymethyl)oxan-4-yl]oxypropanová kyselina) je cukerná aminokyselina, ether kyseliny mléčné a glukózaminu. V přírodě se vyskytuje její derivát kyselina N-acetylmuramová, jež je součástí peptidoglykanů, které jsou součástmi buněčných stěn mnoha bakterií.